# Hangar do Zeppelin
O chamado Hangar do Zeppelin localiza-se nas dependências da Base Aérea de Santa Cruz, unidade da Força Aérea Brasileira, no bairro de Santa Cruz na zona oeste da cidade do Rio de Janeiro. Trata-se de um hangar, edificação de grandes dimensões destinada a abrigar os dirigíveis alemães conhecidos como zeppelin. Atualmente é um dos últimos hangares de dirigíveis existentes e um dos mais bem conservados do mundo. É tombado pelo Instituto do Patrimônio Histórico e Artístico Nacional (IPHAN) e poderá ser reconhecido por lei (PL 422/2009 da Câmara de Vereadores da Cidade do Rio de Janeiro) como uma das eleitas sete maravilhas do histórico bairro de Santa Cruz, por real interesse turístico e sociocultural da cidade do Rio de Janeiro.

## História

### A era dos zeppelins
A primeira viagem transatlântica de um dirigível entre a Alemanha e a América do Sul foi registrada em maio de 1930, tendo o LZ 127 Graf Zeppelin decolado de Friedrichshafen no dia dezoito e chegado ao Campo do Jiquiá, na cidade do Recife, em Pernambuco, a 21 do mesmo mês. Prosseguindo a viagem, pousou no Campo dos Afonsos, no Rio de Janeiro no dia 25, causando alvoroço na então Capital Federal.
Após essa bem-sucedida viagem transatlântica inaugural, os zeppelins realizaram mais três viagens ao Brasil em 1931 e nove em 1932.

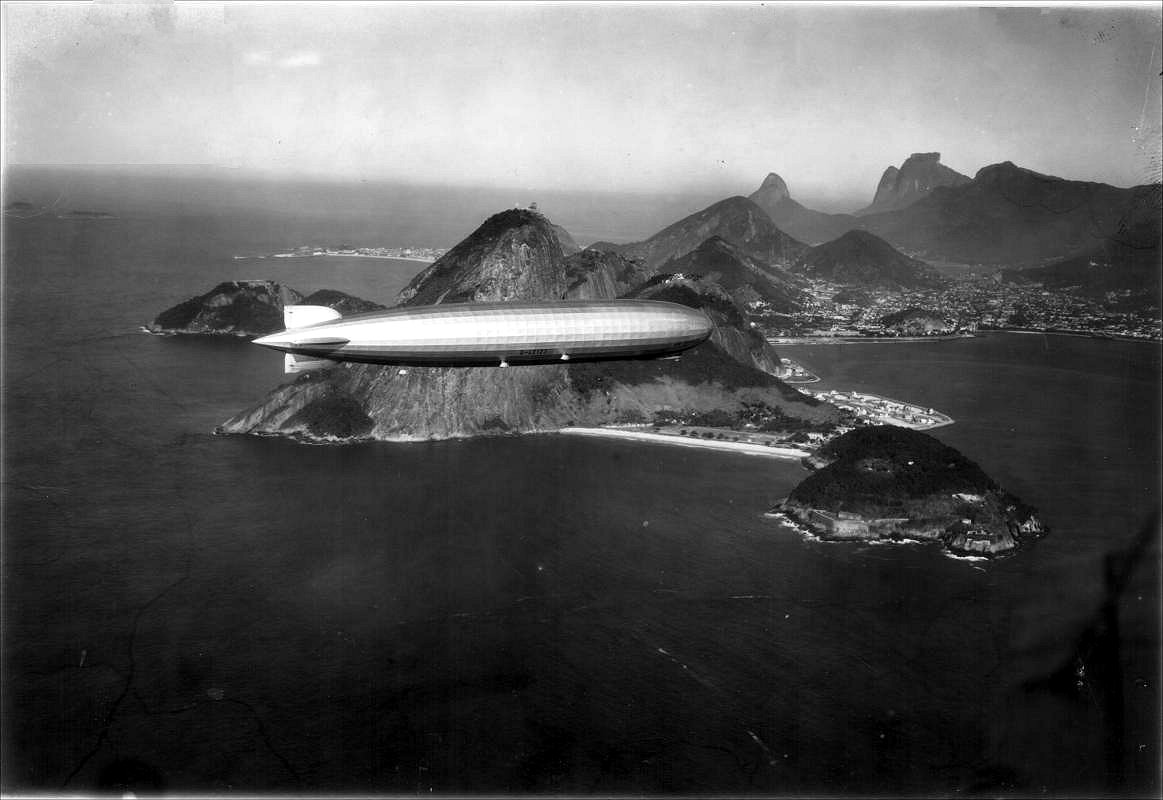
O dirigível Hindenburg sobre a cidade do Rio de Janeiro

Devido a esse sucesso, o seu fabricante e operador da linha aérea, a empresa alemã Luftschiffbau-Zeppelin GmbH, obteve autorização do governo brasileiro para construir um aeroporto, com instalações adequadas para a ancoragem e proteção das suas aeronaves. Desse modo, em 1933, os técnicos alemães da empresa vieram ao Brasil para escolher uma área apropriada para o pouso e abrigo das aeronaves. Após meticulosos estudos climáticos, de direção e velocidade dos ventos e também das possibilidades de meios de transporte terrestres, foi escolhida uma área próxima à baía de Sepetiba, no bairro de Santa Cruz, no Rio de Janeiro.
No ano seguinte, o hangar, concebido por engenheiros alemães, começou a ser construído pela Construtora Nacional Condor, empresa brasileira que seguiu as instruções estritas de montagem do enorme conjunto pré-fabricado recebido da Alemanha, que mais tarde foi denominado de Aeroporto Bartolomeu de Gusmão, em homenagem ao precursor da navegação aérea no Brasil. Finalmente, em 26 de dezembro de 1936, na presença do então presidente Getúlio Vargas, o hangar foi inaugurado, com a ativação de uma linha regular de transportes aéreos com os dirigíveis, que ligava as cidades de Frankfurt ao Rio de Janeiro (com escala no Recife).
Assim que começaram a chegar os primeiros dirigíveis, eram necessários duzentos homens, apelidados de aranhas,, segurando os seus cabos e que ficavam na pista para ajudar a atracá-los.
O uso do hangar pela empresa alemã foi de pouca duração, uma vez que, em 1937, o último zeppelin decolava do aeródromo após nove viagens ligando o Brasil à Europa. Dentre essas viagens, quatro foram realizadas pelo LZ 129 Hindenburg e cinco pelo LZ 127 Graf Zeppelin.
Com a tragédia do LZ 129 Hindenburg em 1937 e a eclosão da Segunda Guerra Mundial em 1939, o antigo Aeroporto Bartolomeu de Gusmão foi transformado na Base Aérea de Santa Cruz no ano de 1941, e o hangar passou a abrigar as diversas unidades aéreas militares que ali se instalaram ao longo dos anos. Ainda no contexto da Segunda Guerra, foi utilizado como base aérea para os Blimps da aviação naval norte-americana (US Navy), que patrulhavam a costa brasileira.

### Hangares pelo mundo

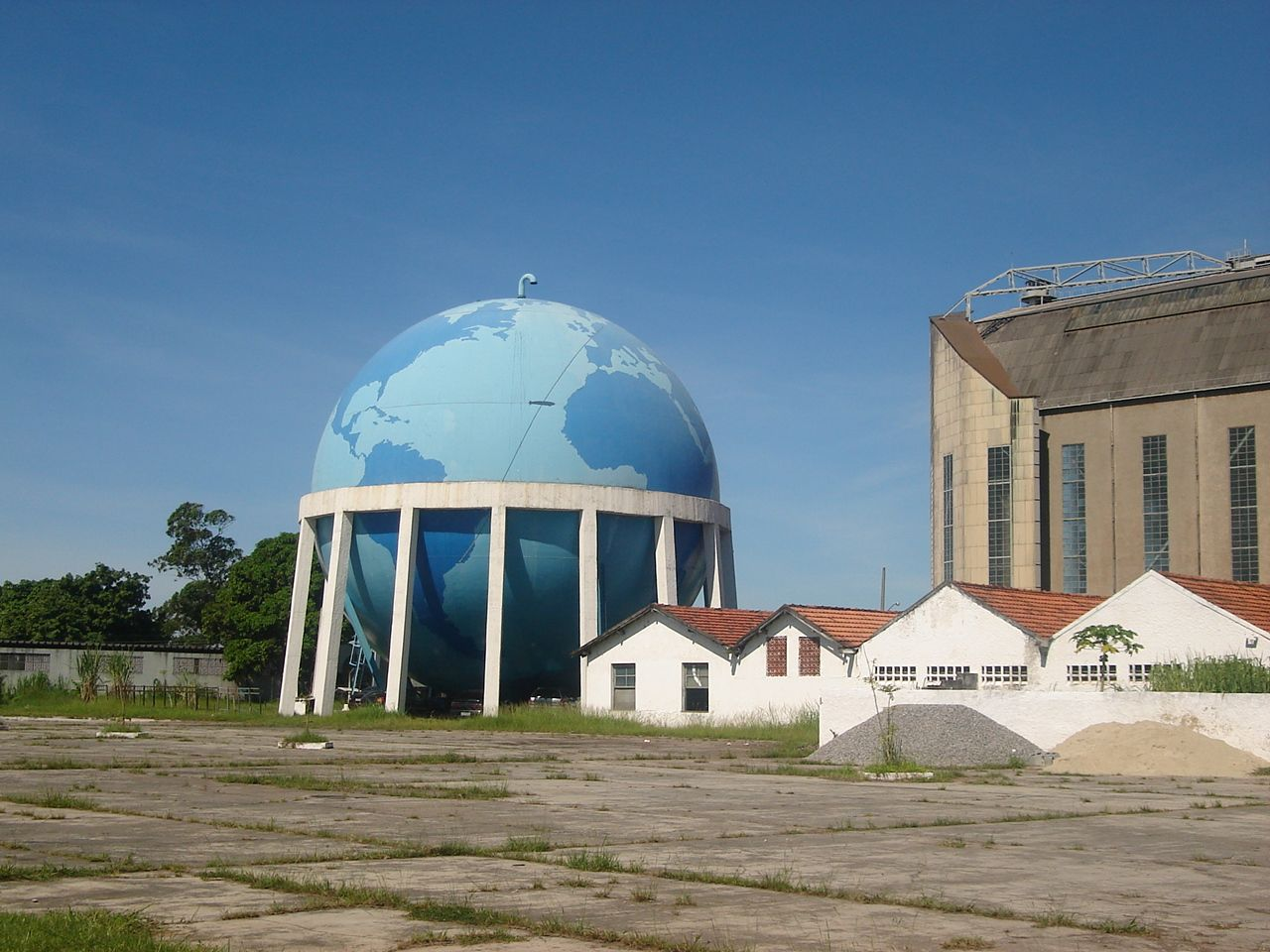
Globo de fabricação e armazenamento do gás hidrogênio para abastecimento dos dirigíveis

Atualmente é um dos últimos hangares para dirigíveis existentes no mundo. Ainda sobreviveram dentre outros, o que servia a linha alemã de passageiros para os Estados Unidos, o Hangar Number One, em Lakehurst (Naval Air Station Lakehurst), e que se transformou em monumento nacional. Em Akron, estado de Ohio, existe ainda o Akron Airdock da Goodyear  , e na cidade de Tustin, no estado da Califórnia, há também outros dois hangares . Na Inglaterra estão preservados, em Cardington, os dois hangares que se destinavam aos dirigíveis R-100 e R-101. Na Alemanha, em 1940, o hangar de Frankfurt foi demolido por ordem de Hermann Göring, após o desmantelamento do LZ-127 e do LZ-130, e os hangares de Friedrichshafen, pesadamente bombardeados pelos Aliados na Segunda Guerra, não foram mais reparados. Na Itália, encontra-se em mau estado o Hangar de Dirigíveis de Augusta, na Sicília, construído após 1917. Transformados em shopping center, ainda são conservados, o conjunto de cinco hangares para dirigíveis na cidade de Riga, capital da Letônia, conhecido como Riga Central Market.
Na cidade do Recife, no estado de Pernambuco, no campo de Jiquiá, sobreviveu a chamada Torre do Zeppelin, antigo mastro de atracação para dirigíveis, considerado o último exemplar original deste equipamento no mundo. É um bem histórico cultural, tombado em 1983 pelo governo daquele estado.

### O hangar do Zeppelin hoje
O edifício do hangar da Base Aérea de Santa Cruz, encontra-se tombado pelo Instituto do Patrimônio Histórico e Artístico Nacional (IPHAN), desde 1998, recebendo a inscrição de tombamento no 550. É um dos últimos exemplares e um dos mais bem conservados no mundo hoje. Foi utilizado como um dos cenários do filme For All - O Trampolim da Vitória, um filme brasileiro de 1997 dirigido por Buza Ferraz e Luiz Carlos Lacerda, que retrata a Base Aérea de Natal em 1943, também mostrado no documentário Senta a pua!, de Erik de Castro de 1999 e já foi alvo de campanhas publicitárias e programas de tevê. Em 2009, foi encaminhado projeto de lei, para o seu reconhecimento pela Câmara de Vereadores da Cidade do Rio de Janeiro, como uma das eleitas sete maravilhas do histórico bairro de Santa Cruz.

## Especificações técnicas

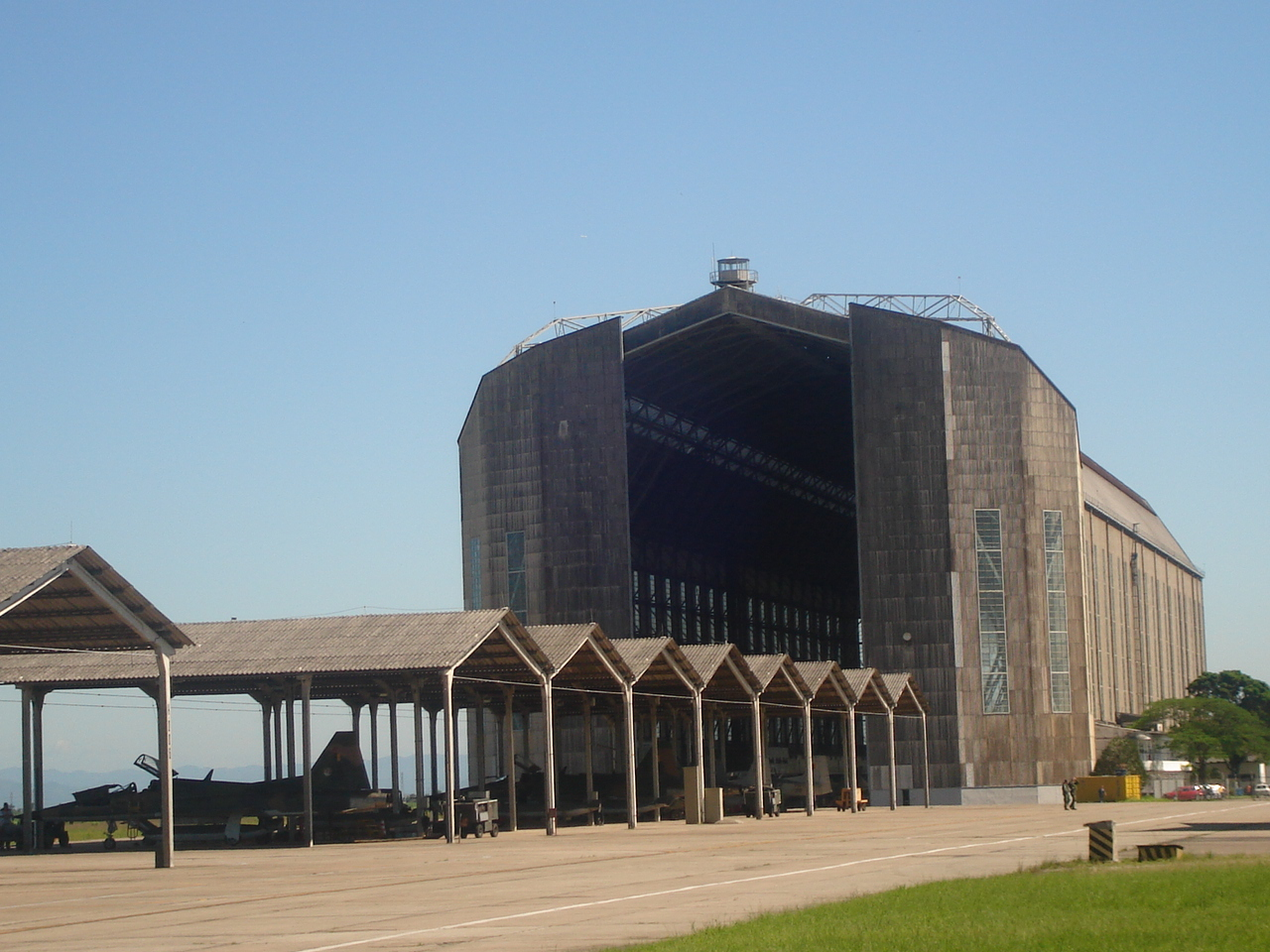
Portão sul e a torre de comando no topo

O hangar apresenta grandes dimensões: 274 metros de comprimento, 58 metros de altura e 58 metros de largura. Orientado no sentido norte/sul, o seu portão norte, com 28 metros de largura e 26 metros de altura servia apenas para ventilação e saída da torre de atracação, sendo aberto manualmente. O portão sul, o principal, abre-se em toda a altura do hangar e possui duas folhas de 80 toneladas de peso cada uma. Estas portas eram abertas graças a potentes motores elétricos ou alternativamente, de forma manual. As instalações elétricas eram revestidas por uma blindagem para evitar o surgimento de qualquer fagulha, que poderia causar um incêndio catastrófico nos dirigíveis. No topo do hangar, a 61 metros de altura, existe uma torre de comando, de onde se pode avistar toda a área circundante, desde Sepetiba até o rio Guandu.

## Galeria de imagens

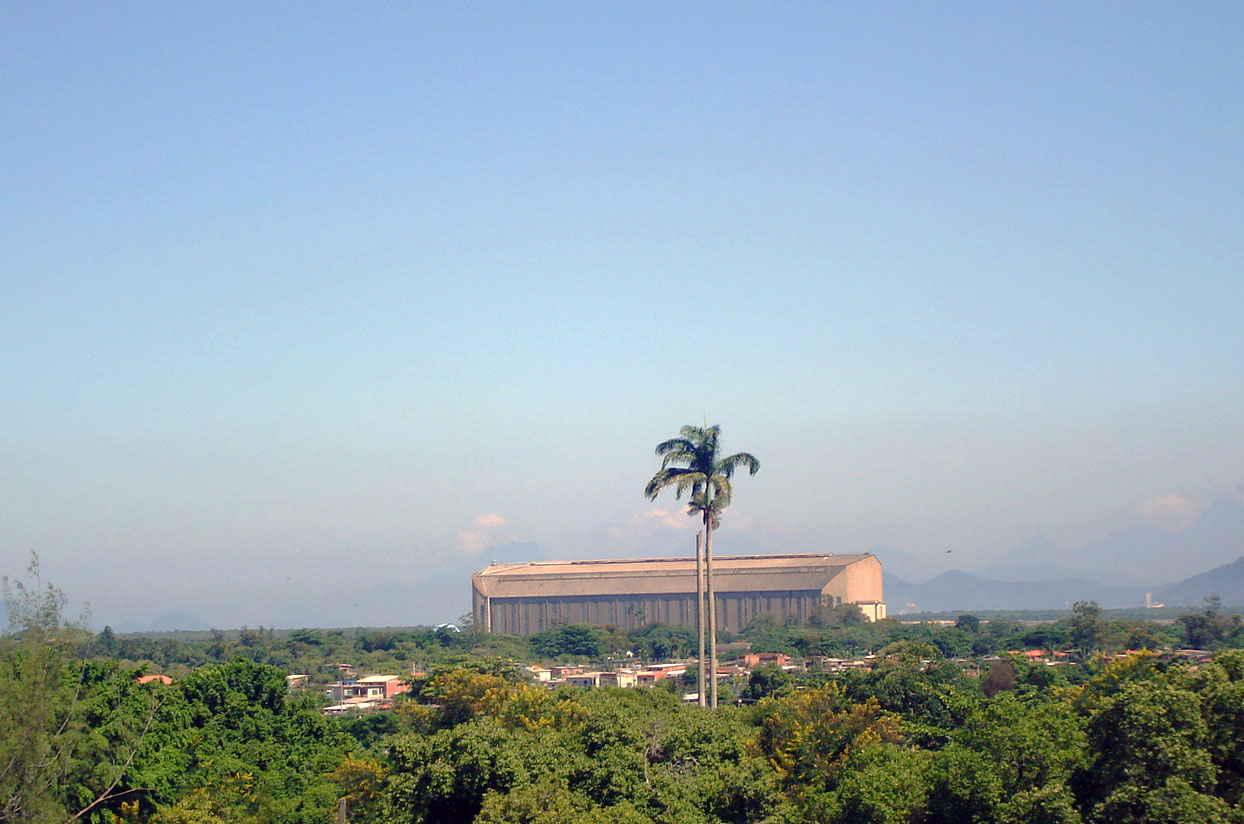
O hangar se destaca na paisagem.
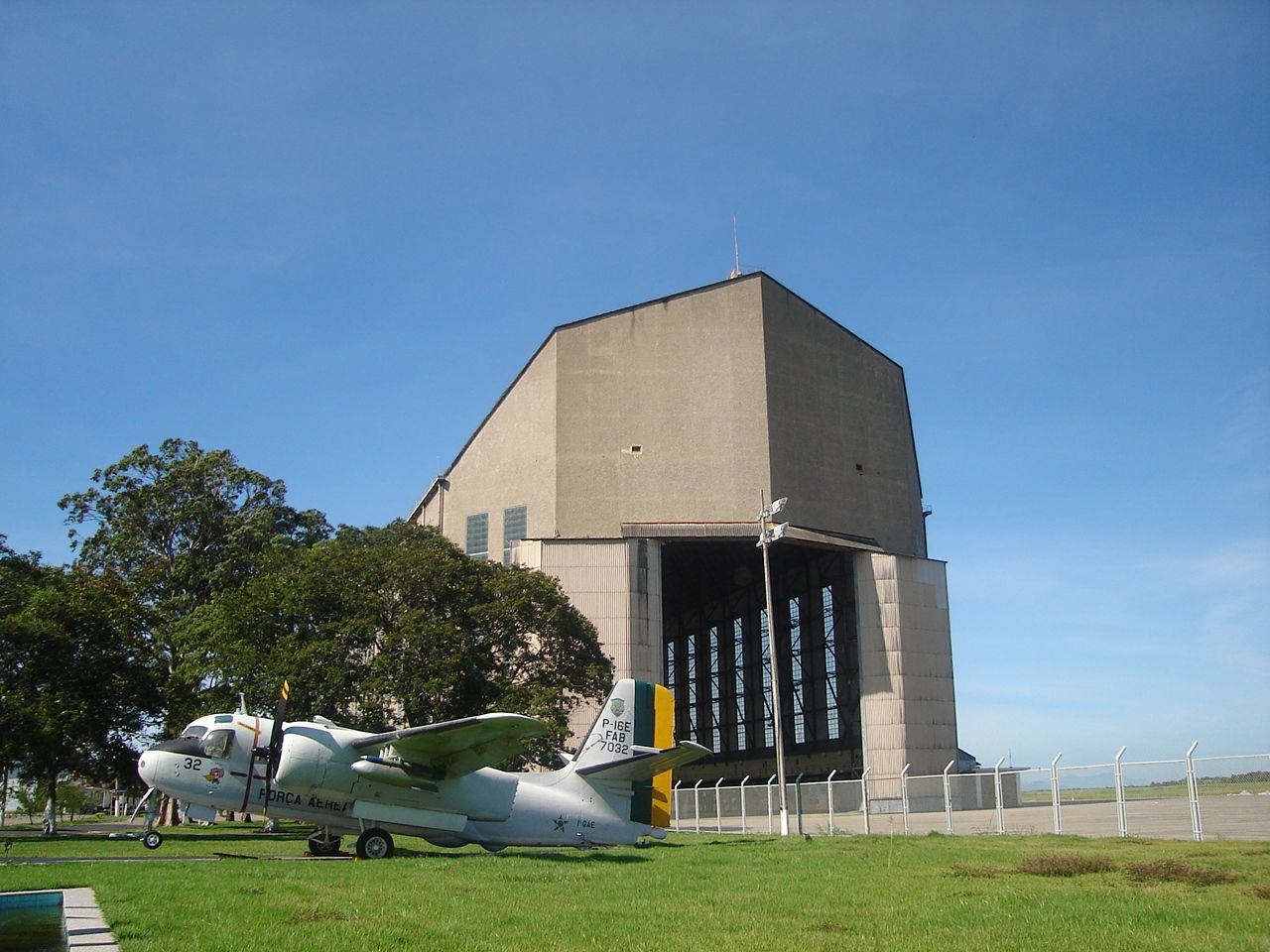
Portão Norte do hangar.